# 1660 en France
Chronologie de la France
- 1656
- 1657
- 1658
- 1659
- 1660
- 1661
- 1662
- 1663
- 1664

## Événements
- 1660-1662 : crise de l’avènement. Séries de mauvaises récoltes, disette et épidémies responsable de plus d’un million de morts[1].

### Janvier
- 5 janvier :
  - réconciliation provisoire entre Fouquet et Colbert lors d’une entrevue à Saint-Mandé[2].
  - arrivée de la cour qui vient de Toulouse à Montpellier. Elle en repart le 8 janvier pour Nîmes où elle arrive le 9 janvier[3].
- 8 janvier : pluie torrentielle à Nîmes après six mois de sécheresse. Arrivée de Mazarin[4].
- 17 janvier : arrivée de la cour à Aix-en-Provence[5]. Elle y reste jusqu’au 4 février[6].
- 21 janvier : occupation de Marseille par les troupes royales du duc de Mercœur[5].
- 22 janvier : le conseil de Marseille est suspendu et un tribunal d’exception est mis en place pour juger les « séditieux » marseillais[7].
- Nuit du 26 au 27 janvier : Gaston, qui vient de recevoir à Blois les « mazarinettes », tombe malade du mal qui va l’emporter.  Le 30 janvier, il va mieux. Le médecin Guénaut venu de Paris lui administre un émétique et le saigne 8 fois[8].
- 27 janvier : arrivée de Condé à Aix-en-Provence. Il se rend chez la reine-mère, où est le roi, à qui il demande pardon en privé, le genou à terre. Il est reçu froidement[5].

### Février
- 2 février :
  - à Blois, à 4 heures de l’après-midi, mort de Gaston d’Orléans. Il meurt chrétiennement et prononce le In manus tua, Domine… Guy Patin, parlant de cet évènement, s’exprime ainsi : « Il mourut le septième jour d’une fièvre continue, avec une fluxion sur la poitrine et quatre prises de vin émétique, dont Guénaut ordonna les trois dernières, disant que c’étoit le vrai moyen de le guérir, sic moriuntur principes, sic itur ad astra, faute d’un bon médecin qui sache le sacret de Galien. » (Lettre à Spon, 22 juin 1660)[9]
  - ratification de la paix[5] ; on chante un Te Deum pour la paix en la cathédrale Saint-Sauveur d’Aix-en-Provence[10].
- 4 février : départ de la cour d’Aix-en-Provence, elle se dirige vers la Sainte-Baume[5]. Elle réside à Toulon du 7 au 18 février.
- 11 février : à Marseille, pose de la première pierre de la citadelle Saint-Nicolas par le duc de Mercœur[5].
- 15 février - 4 avril : Bossuet prêche le Carême aux Minimes de la Place Royale (sermon sur les démons, sur la soumission due à la parole de Dieu, sur les rechutes, sur nos dispositions à l’égard des nécessités de la vie, sur les vaines excuses des pécheurs, sur l’honneur du monde, sur la Passion, sur la sainte nouveauté de vie, sur la paix)[11].
- 23 février : retour de la cour à Aix, après son séjour à Toulon[12].
- 25 février : lettre du généalogiste du roi, Pierre d’Hozier, qui conseille à Fouquet de ne pas invoquer de noble origine[13], votre maison « n’a pas besoin de ce faux état […] Je ne vous conseille pas d’en faire ni mise ni recette »[14].
- 26 février : le prince de Conti est nommé gouverneur du Languedoc[4].
- 28 février : Gaspard de Glandevès de Niozelles et ses complices sont condamnés à mort par contumace ; il parvient à fuir à Barcelone le 25 avril[5].

### Mars
- 2 mars : le roi fait son entrée à Marseille[5]. On avait fait une brèche aux murailles, et ce fut par cette ouverture que le roi pénétra dans la ville rebelle[15].
- 4 mars : excursion du roi au château d’If[16]
- 5 mars : lettres patentes modifiant le régime des élections municipales à Marseille, et plaçant la ville pratiquement sous tutelle royale ; les consuls sont remplacés par deux échevins[17].
- 8 mars : la cour quitte Marseille pour Aix[5].
- 12-13 mars : par ordre de Louis XIV, le pouvoir royal fait fermer les Petites Écoles jansénistes[18].
- 16-19 mars : la cour part d’Aix pour Avignon par Apt[19].
- 22 mars-25 avril : les négociations pour les frontières dans les Pyrénées continuent à la conférence de Céret[20].
- 31 mars : quinze des principaux chefs caraïbes signent un traité de paix chez Charles Houël à Basse-Terre en Guadeloupe avec les représentants des nations européennes ; à l'issue de deux ans de guerre, ils abandonnent toutes leurs îles des Antilles à l'exception de Saint-Vincent et de la Dominique[21].

### Avril
- 5 avril : Turenne est nommé maréchal général[22].
- 6 avril : Bossuet prêche le second panégyrique de saint François de Paule, aux Minimes[23].
- 8 avril : arrivée de la cour à Narbonne venant de Montpellier où elle a laissé Mazarin souffrant du crise aiguë de goutte. Le 10 avril, elle est à Perpignan où elle assiste à un saranos, un bal à la mode d’Espagne[24].
- 20 avril : arrivée de la cour à Toulouse[25].
- 24 avril : Retz fait paraître une circulaire adressée à tous les évêques, prêtres et enfants de l’Église. C’est un manifeste énumérant les malheurs qui l’ont frappé. Le 30 avril, il écrit au chapitre de Paris et envoie au roi une lettre pleine de respect et de fidélité pour implorer sa clémence. Sans succès, car il réaffirme sa volonté de ne pas démissionner[26].
- 30 avril : arrivée de la cour à Dax[27].

### Mai

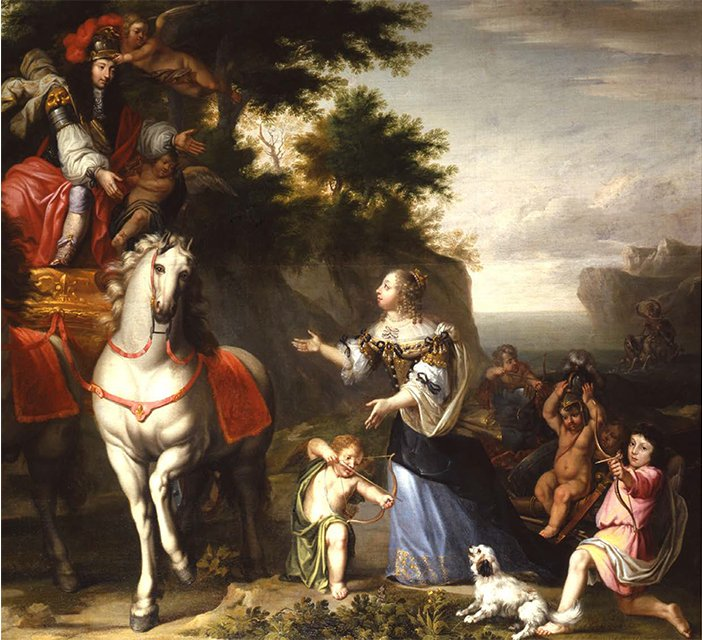
Allégorie du mariage de Louis XIV et de l’infante Marie-Thérèse d’Autriche par Jean Nocret, 1660-1664, Musée basque et de l’histoire de Bayonne.

- 1er mai : la cour est à Bayonne[28].
- 2 mai : mariage dans la nouvelle chapelle Saint-Laurent de Vaux, de Gilles Fouquet, dernier frère de Nicolas, avec Anne d'Aumont, fille de César, marquis d’Aumont, gouverneur de Touraine[29].
- 8 mai : arrivée du roi et de la cour à Saint-Jean-de-Luz[28].
- 10-30 mai : conférences à l’île des Faisans entre Mazarin et Luis de Haro pour fixer les limites entre le Roussillon et la Catalogne[28]. Le 31 mai, ils se mettent d’accord pour que le Conflent, plus trente trois villages de Cerdagne soient donnés à la France. Le nouveau tracé de la frontière, ainsi que la liste des villages cédés à la France, sont fixés le 12 novembre, lors de la convention de Llívia[30].
- 11 mai : arrivée de Philippe IV d’Espagne à Saint-Sébastien[31].
- 12 mai - 22 mai : Bossuet prêche la retraite préparatoire à l’ordination presbytérale à Saint-Lazare[32].
- Mai-septembre : séjour de Blaise Pascal chez les Périer, au château de Bien-Assis près de Clermont. Son état de santé s’améliore. En novembre, il rédige les Trois discours sur la condition des grands[33].

### Juin

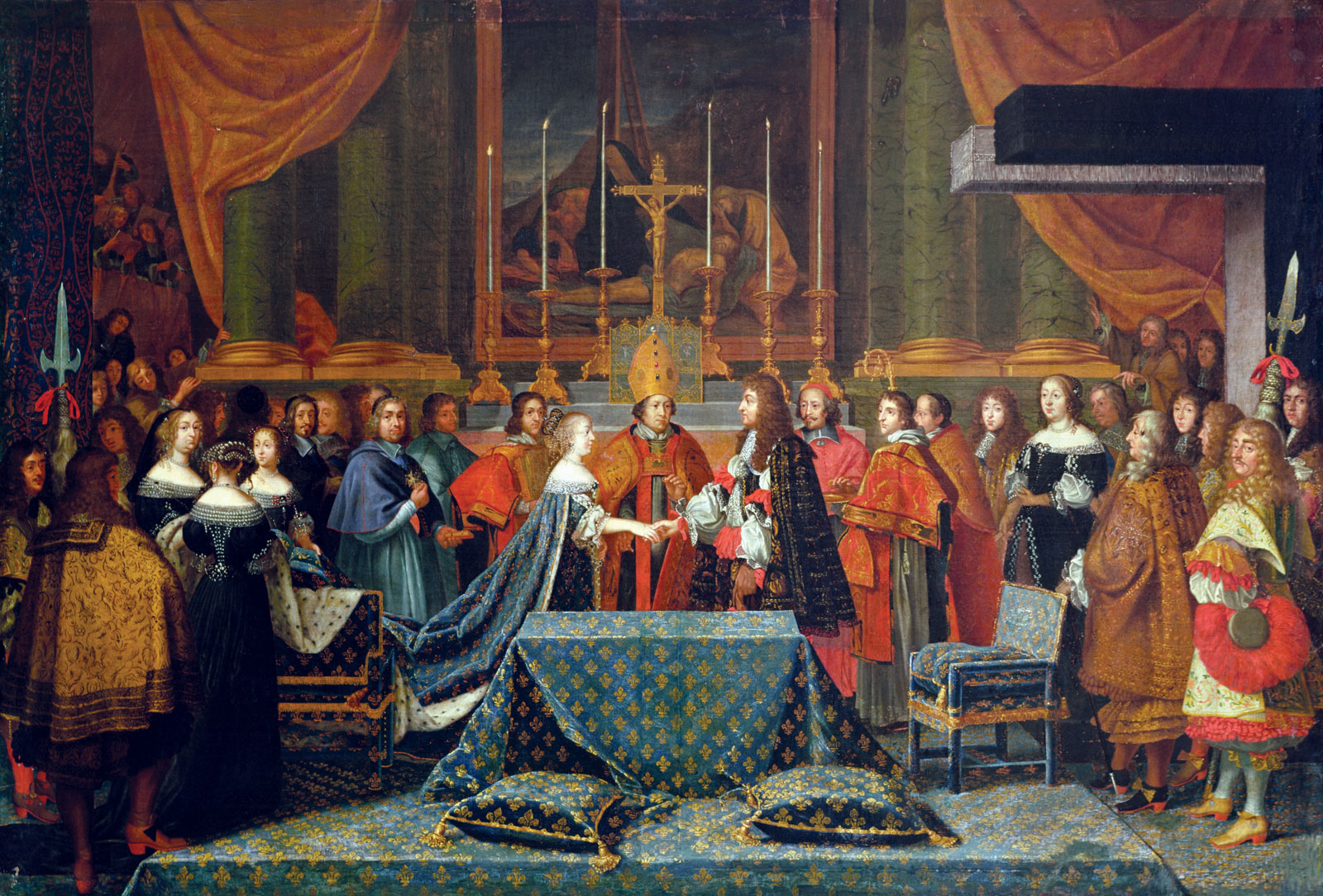
9 juin : noces de Louis XIV et Marie-Thérèse.

- 4 juin : Anne d’Autriche retrouve son frère le roi d’Espagne à l’île des Faisans après 45 ans de séparation[31].
- 6 juin : rencontre de Philippe IV et de Louis XIV sur l’île des Faisans ; les deux rois jurent d’exécuter fidèlement les traités. Philippe IV, présenté à Turenne, s’adresse à la reine Anne d’Autriche, sa sœur : « voilà un homme qui m’a fait passer bien de mauvaises nuits »[31].
- 9 juin : à Saint-Jean-de-Luz (sur la Bidassoa), mariage  de Louis XIV  et de l’infante Marie-Thérèse, célébré par Jean Dolce, évêque de Bayonne[34].
- 15 juin : la cour part de Saint-Jean-de-Luz[35]. Elle arrive à Bordeaux le 23 juin et y séjourne jusqu’au 27 juin[36].
- 21 juin : tremblement de terre de Bagnères-de-Bigorre (Pyrénées-Centrales, intensité VIII-IX, MSK 1964), ressenti dans de nombreuses villes (Auch, Dax, Lourdes, etc.) et paroisses du royaume, également à Bordeaux et à Rochefort où est la cour. Froidour (nommé à Toulouse en 1667) rapporte dans ses Mémoires du pays et des États de Bigorre[37] que 20 maisons sont détruites et 100 autres endommagées à Bagnères. Des cheminées tombent à Pau, le clocher de l’église St-Michel de Bordeaux s’effondra[38]. L’événement est perçu comme un signe du courroux divin par les habitants de Bagnères, d’autant qu’il engendre une modification des cours d’eau, utiles à la ville pour son activité thermale. Cet événement peut être perçu comme l’acte fondateur faisant de Bagnères-de-Bigorre la ville thermale la plus attractive du XVIIe siècle[39].
- 22 juin : mariage de Marguerite de Beauharnais fille de Mme de Miramion avec Guillaume de Nesmond, sieur de Comberon, conseiller au Parlement et futur Président à mortier. Il meurt en 1693, avant sa belle-mère[40].
- 27 juin : le roi se sépare de la cour pour visiter Brouage, pour aller pleurer sur les lieux de ses amours avec Marie Mancini[41].

### Juillet
- Début juillet : Bussy rédige pour distraire sa maitresse Mme de Montglas la double histoire des amours de Mme d’Olonne et de Mme de Châtillon[42].
- 8 juillet : le prince de Condé, accompagné du duc d’Enghien vient saluer le roi à Chambord[43].
- 10 juillet : Fouquet reçoit à Vaux le roi et la reine qui reviennent du mariage[44]. La Grande Mademoiselle parle d'un « lieu enchanté »[45].
- 13 juillet : arrivée de la cour à Fontainebleau[46] ; fin du périple d'un an de la cour dans le sud de la France pour signer la paix des Pyrénées et marier Louis XIV, commencé à Fontainebleau le 28 juillet 1659.
- 19 juillet : la Cour quitte Fontainebleau pour Paris[45].
- 23 juillet et 7 octobre : ordonnances confirmant le monopole à Robert-Yvon de Saint-Maur le monopole du commerce de la pêche des baleines. La Compagnie de la Nouvelle-France et celle du Cap-Nord subsistent indépendamment[47]. Saint-Maur est un prête nom de Nicolas Fouquet qui obtient ainsi le marché de l’huile d’éclairage de Paris[48].
- 25 juillet : Bossuet prêche le Panégyrique de saint Jacques[32].

### Août

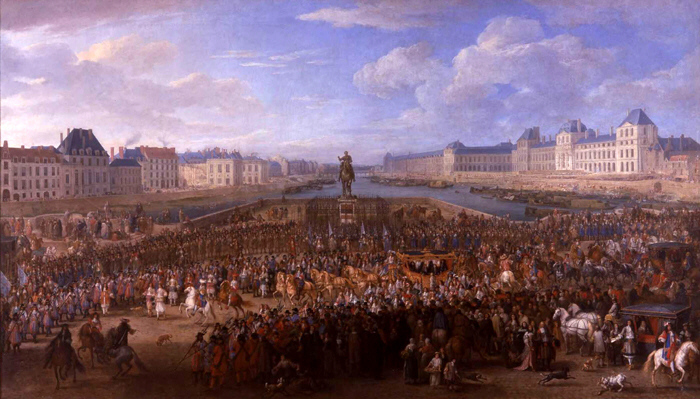
26 août : entrée solennelle du couple royal dans Paris.

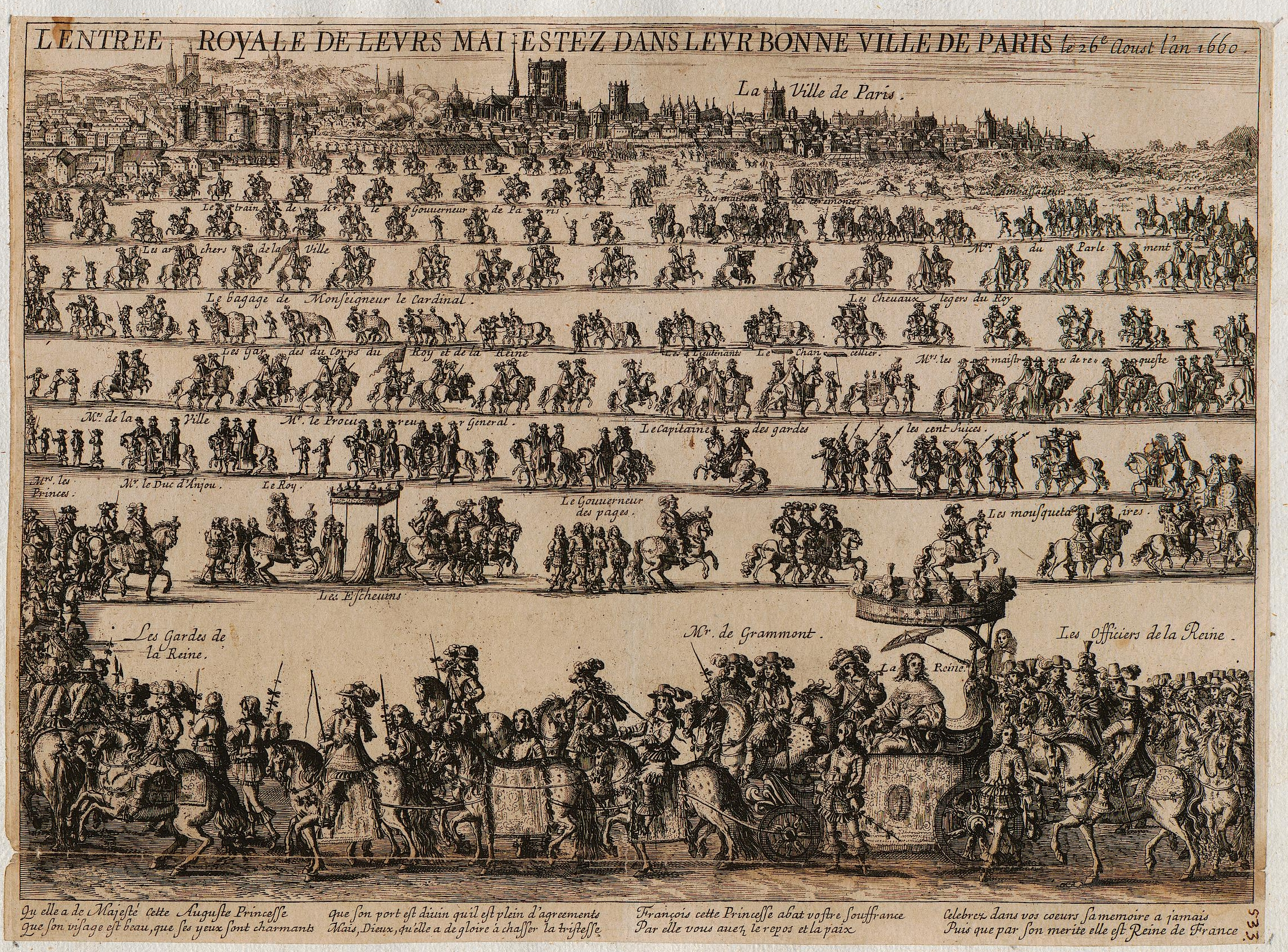
L’entrée Royale de leurs maiestez dans leur bonne ville de Paris le 26e Aoust l’an 1660.

- 26 août : entrée solennelle du couple royal dans Paris[49]. Grande fête sur une place aménagée spécialement à l’est du faubourg Saint-Antoine pour l’entrée de Louis XIV et de son épouse, Marie-Thérèse, la place du Trône (aujourd’hui de la Nation). Le roi et la reine assistent à un Te Deum (quatre-vingt-neuf Te Deum chantent louanges du monarque entre 1661 et 1715)[50].
- 30 août : lettres de provisions faisant le marquis de Feuquières (une créature de Fouquet) vice roi des Amériques[51]. Le 15 septembre, Feuquières reconnaît à Fouquet la propriété de sa charge de vice roi des Amériques[52].

### Septembre
- 20 septembre : dernière réunion de la compagnie du Saint-Sacrement[49].
- 23 septembre : arrêt du Conseil du Roi Louis XIV contre la traduction latine des Provinciales, ouvrage de Blaise Pascal qui dénonce les institutions et les méthodes existantes, comme la casuistique[53].
- 27 septembre : mort de Vincent de Paul[54].

### Octobre
- 6 octobre : mort de Paul Scarron. Il est inhumé le lendemain au cimetière de l’église Saint-Gervais de Paris[55].
- 7 octobre : mariage de Catherine de Neufville-Villeroy avec Louis de Lorraine, comte d’Armagnac et grand écuyer[56],[57].
- 8 octobre : un arrêt du Conseil d’État retranche un tiers des revenus des domaines, bois, parisis, octrois, aides, fermes et droits aliénés[58].
- 14 octobre : Les Provinciales sont brûlées de la main du bourreau[53].
- 25 octobre : Louis XIV conduit Marie-Thérèse à Versailles[59].

- Fouquet achète à un négociant français d’Amsterdam quatre vaisseaux de guerre très rapides pour Belle-Isle : le Jardin de Hollande, la Renommée, l’Aigle d’Or, le Saint Jean Baptiste[60].
- À l’automne, Retz se rend à Hambourg et demande à la reine Christine de Suède d’intercéder en sa faveur. En novembre, il passe en Angleterre et sollicite le même service du roi Charles II, qui se contente de lui donner de l’argent[61].

### Novembre
- 23 novembre : Bossuet assiste à un service célébré à Paris pour Vincent de Paul[62].

### Décembre
- 13 décembre : 
  - un arrêt du Parlement, rendu à la demande de Mazarin, interdit les réunions non autorisées qui se font sous le voile de la piété et de la dévotion. La Compagnie du Saint-Sacrement entre dans la clandestinité[63].
  - Louis XIV convoque chez Mazarin les présidents de l’assemblée du clergé pour les inviter à sévir et éradiquer le jansénisme[64].
- 28 décembre : Bossuet prononce le Panégyrique de saint François de Sales, à la Visitation, à Paris[65].